# Блажан
Блажа́н (фр. и окс. Blajan) — коммуна во Франции, находится в регионе Юг — Пиренеи. Департамент — Верхняя Гаронна. Входит в состав кантона Булонь-сюр-Жес. Округ коммуны — Сен-Годенс.
Код INSEE коммуны — 31070.

## География
Коммуна расположена приблизительно в 640 км к югу от Парижа, в 75 км к юго-западу от Тулузы.
На севере коммуны протекает река Жес.

## Климат
Климат умеренно-океанический. Зима мягкая и снежная, весна характеризуется сильными дождями и грозами, лето сухое и жаркое, осень солнечная. Преобладают сильные юго-восточные и северо-западные ветры.

## Население
Население коммуны на 2010 год составляло 493 человека.
| 1962 | 1968 | 1975 | 1982 | 1990 | 1999 | 2010 |
| ---- | ---- | ---- | ---- | ---- | ---- | ---- |
| 609  | 569  | 595  | 578  | 521  | 440  | 493  |

## Экономика
В 2010 году среди 277 человек трудоспособного возраста (15—64 лет) 177 были экономически активными, 100 — неактивными (показатель активности — 63,9 %, в 1999 году было 63,4 %). Из 177 активных жителей работали 151 человек (84 мужчины и 67 женщин), безработных было 26 (15 мужчин и 11 женщин). Среди 100 неактивных 18 человек были учениками или студентами, 45 — пенсионерами, 37 были неактивными по другим причинам.

## Достопримечательности
- Церковь Св. Роха
- Музей Тюиль
- Дом XIX века. Исторический памятник с 1994 года[4]